# Eucalyptus moluccana
Eucalyptus moluccana é uma árvore de médio a grande porte, com casca áspera em parte ou na totalidade do tronco, casca lisa na parte superior, folhas adultas lanceoladas, gomos florais geralmente em grupos de sete, flores brancas e frutos em forma de taça ou barril. É encontrada em áreas próximas à costa de Queensland e Nova Gales do Sul.

## Descrição
Eucalyptus moluccana é uma árvore que geralmente atinge 30 m de altura e desenvolve um lignotúber. Possui casca áspera, fibrosa ou escamosa, que persiste em parte ou em todo o tronco, enquanto a parte superior exibe uma casca lisa, esbranquiçada ou cinza-clara, às vezes brilhante. As plantas jovens e os brotos de talhadia têm folhas ovadas, mais claras na face inferior, medindo de 40 a 80 mm de comprimento e de 25 a 55 mm de largura, sustentadas por pecíolos. As folhas adultas são lanceoladas a amplamente lanceoladas, com um verde brilhante uniforme em ambos os lados, de 70 a 170 mm de comprimento e 15 a 65 mm de largura, sobre um pecíolo de 10 a 25 mm de comprimento, e possuem numerosas glândulas oleíferas. Os gomos florais aparecem nas extremidades dos ramos, geralmente em grupos de sete, dispostos em um pedúnculo ramificado de 6 a 13 mm de largura, com cada gomo sustentado por pedicelos de 2 a 5 mm. Os gomos têm formato fusiforme a diamantado, com 4 a 8 mm de comprimento e 2 a 4 mm de largura, e uma caliptra cônica. A floração foi registrada em diversos meses, produzindo flores brancas. O fruto é uma cápsula lenhosa em forma de taça ou barril, com 4 a 7 mm de comprimento e 3 a 6 mm de largura, com as válvulas internas.

## Taxonomia e nomenclatura
Eucalyptus moluccana foi descrito formalmente em 1832 por William Roxburgh em sua obra Flora Indica; or descriptions of Indian Plants. O epíteto específico faz referência às Ilhas Molucas, ilhas do Sudeste Asiático, mas trata-se de um nome equivocado. O povo Dharawal conhece essa espécie como "terriyergro".

## Distribuição e habitat
O Eucalyptus moluccana é amplamente distribuído nas planícies costeiras e serras, desde a Baía de Jervis [en] em Nova Gales do Sul até a região entre Rockhampton [en] e Mackay em Queensland. Mais ao norte, há uma lacuna significativa, com ocorrências nas serras a oeste de Paluma [en] até a parte sul do Planalto de Atherton [en], além de duas pequenas áreas isoladas a leste de Clermont [en], próximas à Represa Eungella [en].

## Galeria

Características do Eucalyptus moluccana
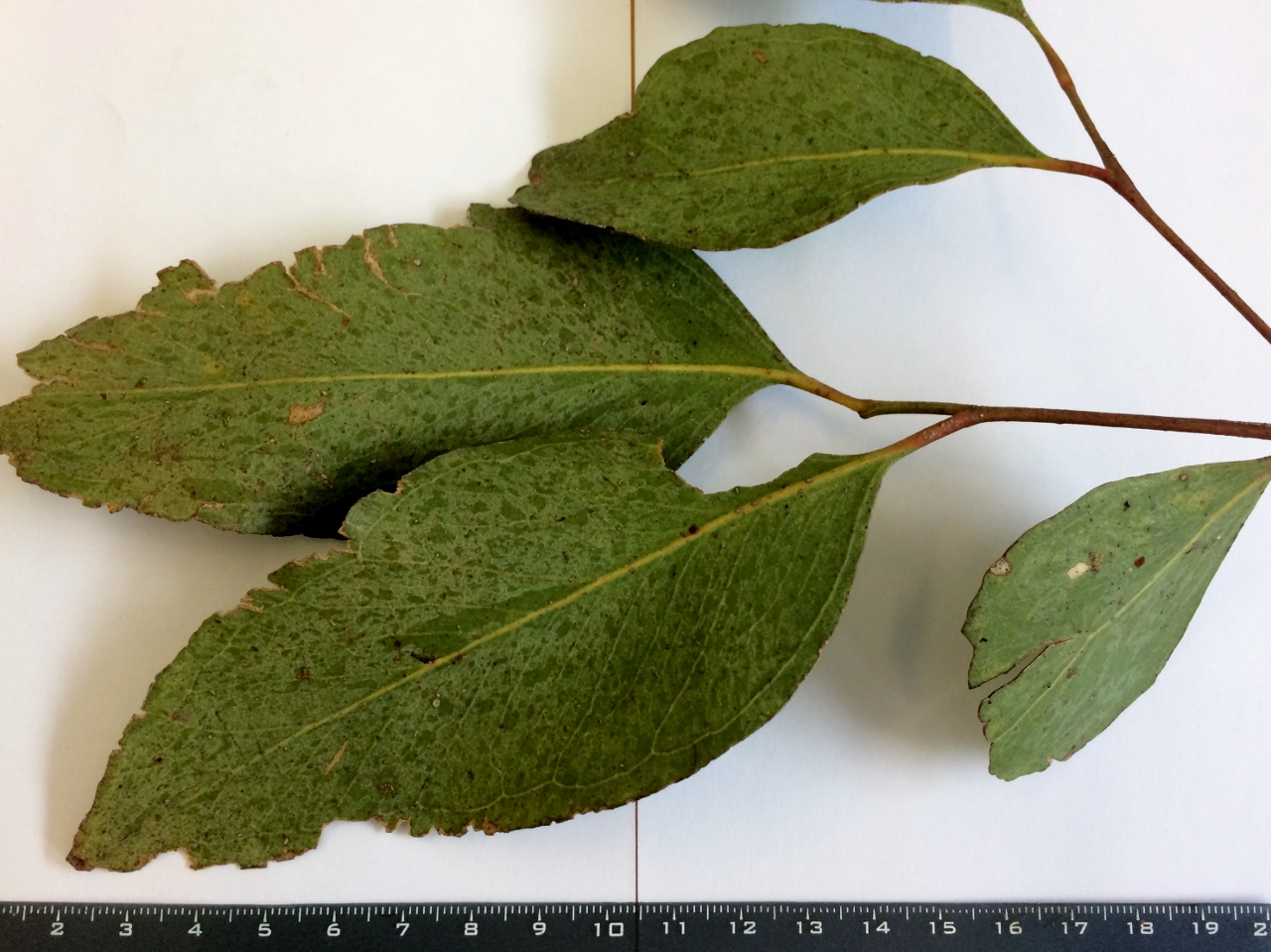
Folhas
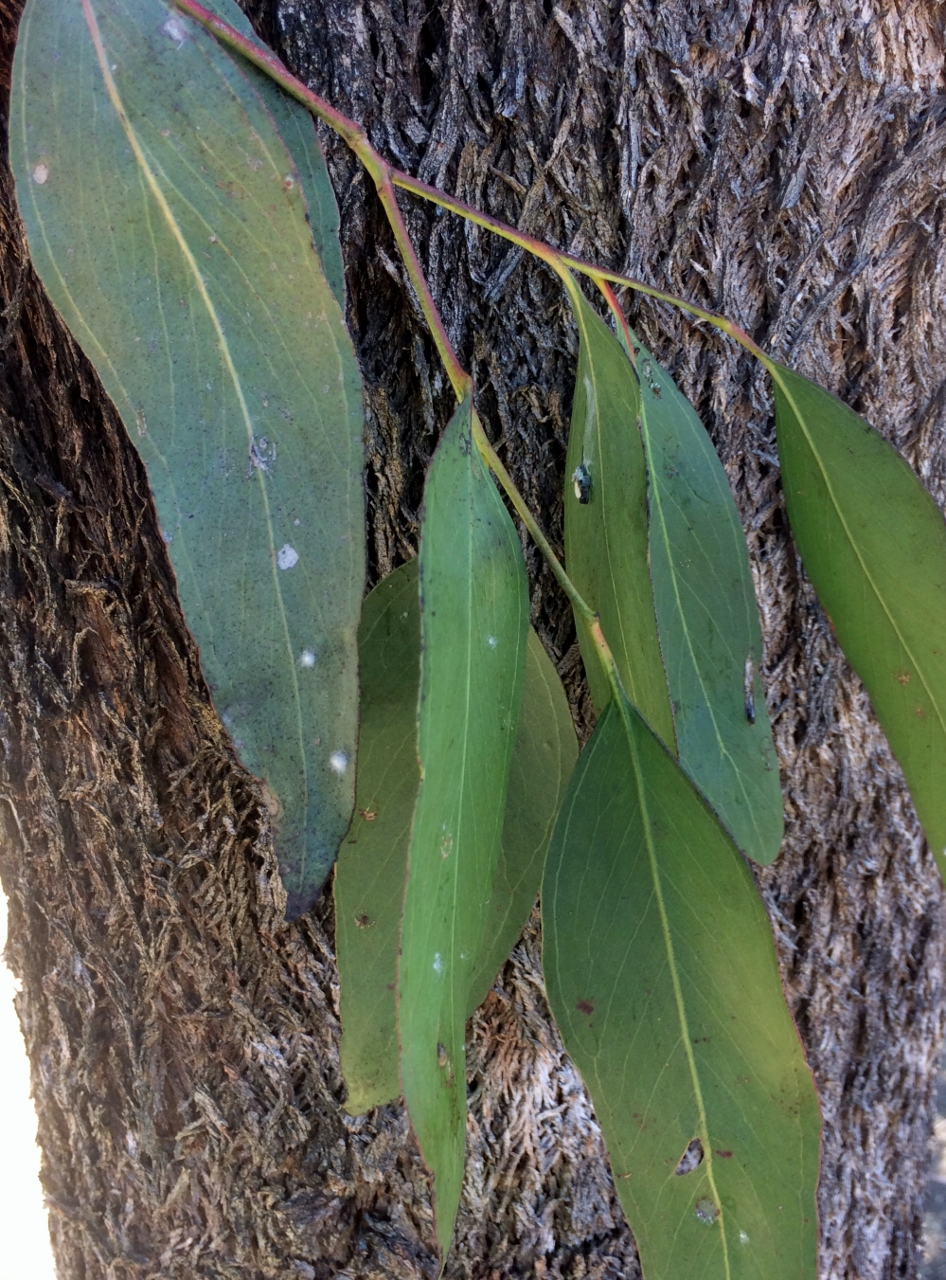
Casca e folhas
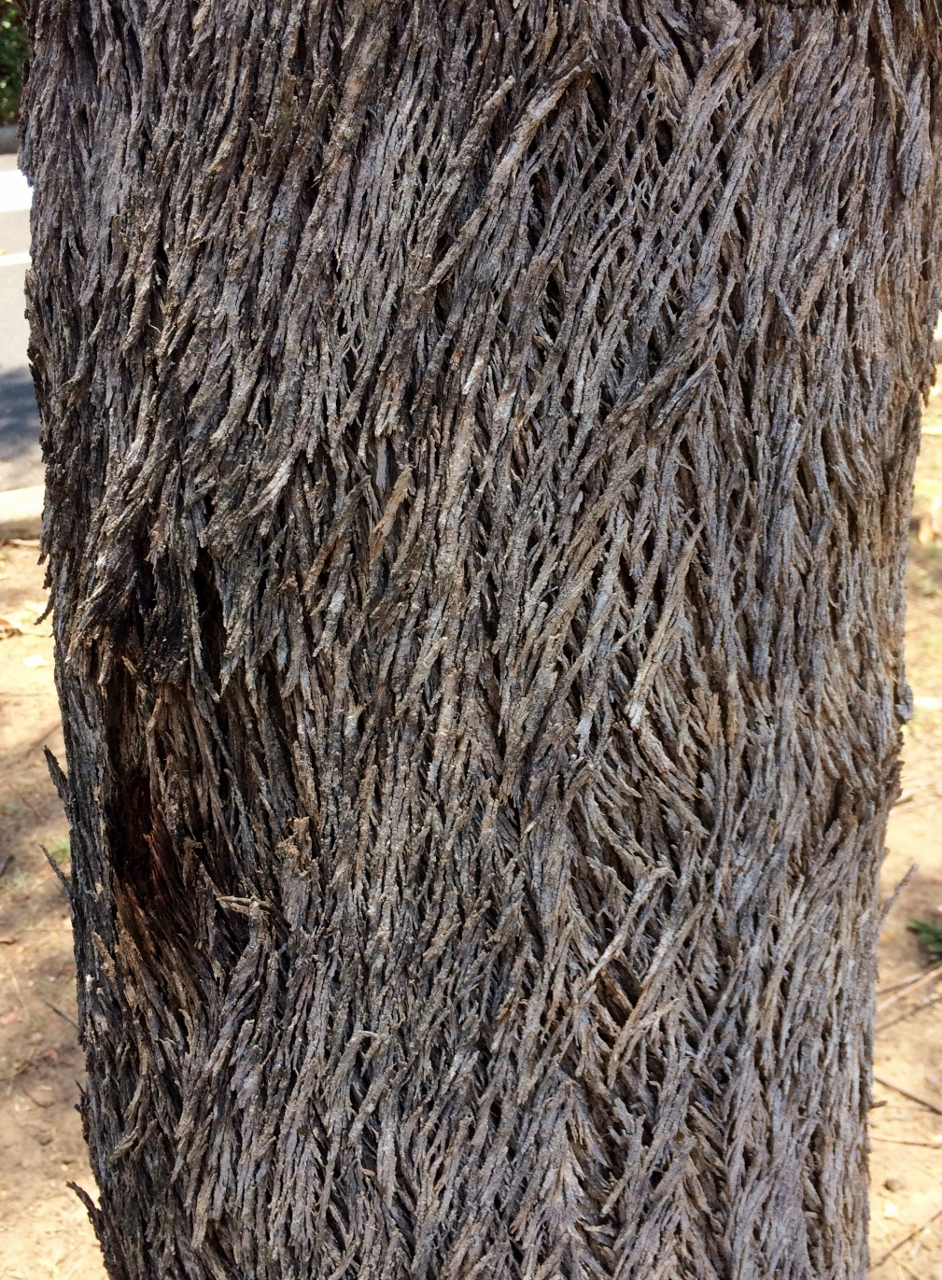
Casca do tronco
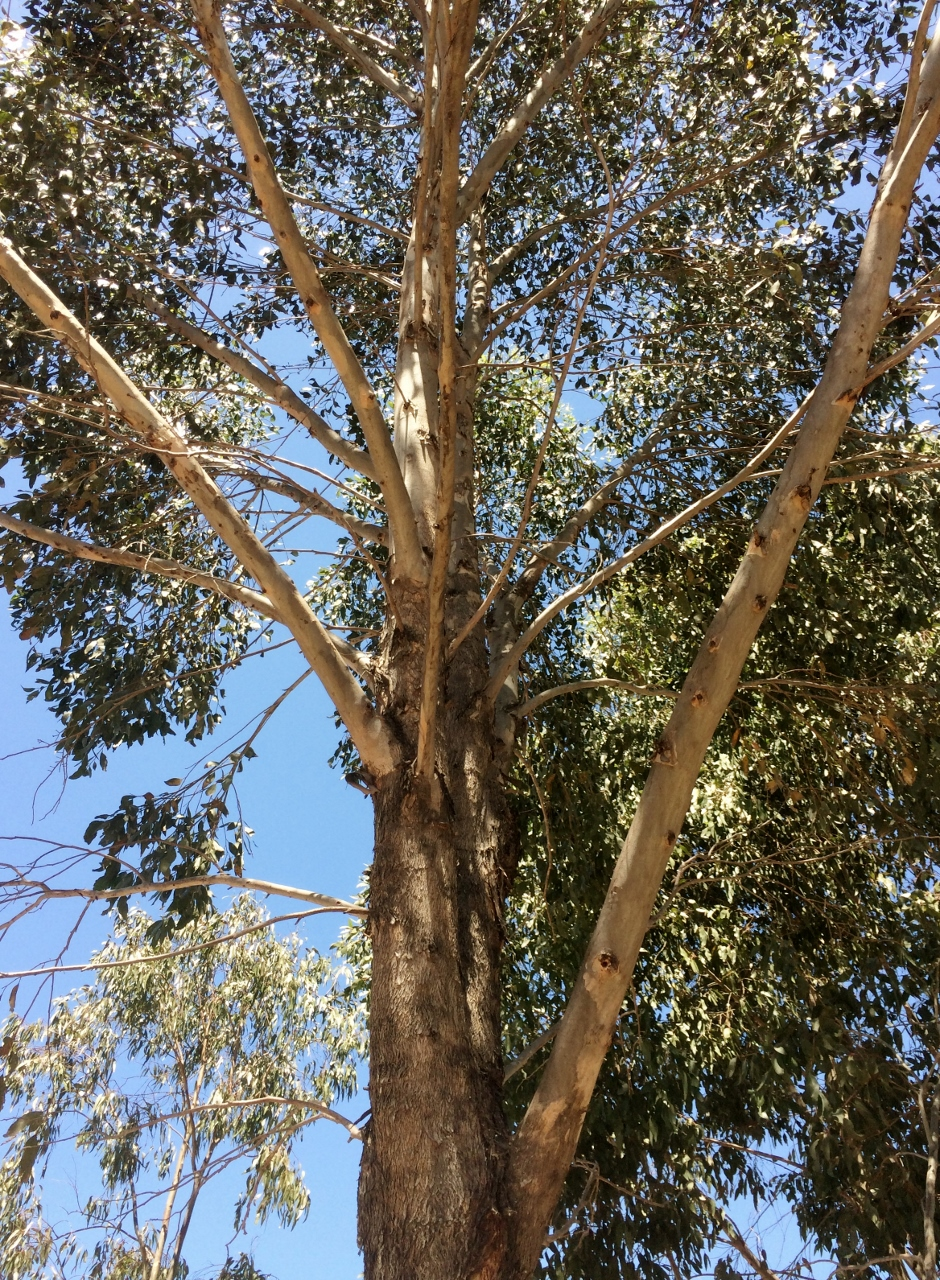
Casca dos ramos superiores
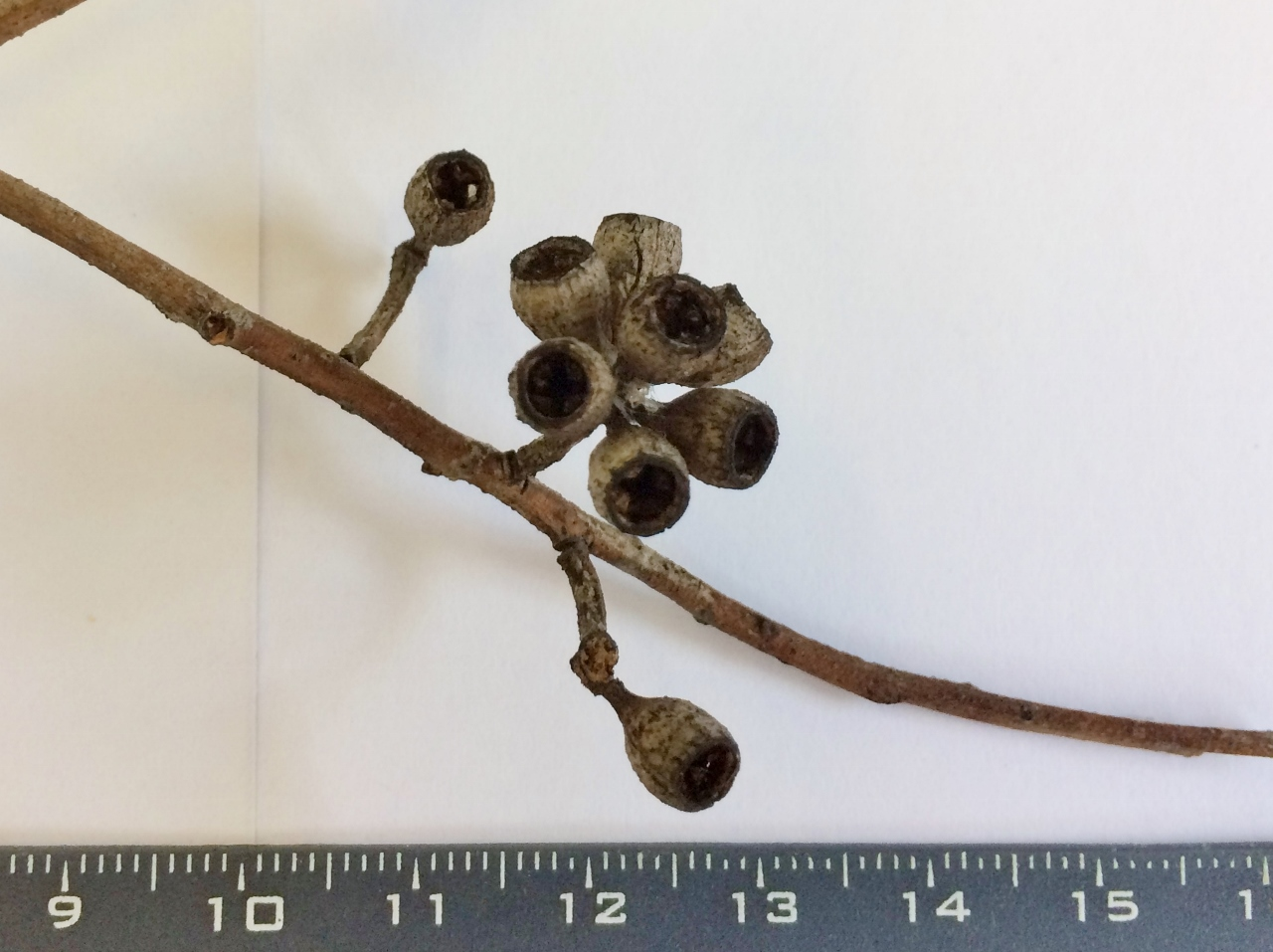
Frutos